# Valeri Sinau
Valeri Sinau (en ruso: Валерий Николаевич Синау; RSFS de Rusia; 10 de septiembre de 1944-Rostov-on-Don, 18 de marzo de 2023) fue un futbolista y entrenador de fútbol de Rusia que jugó en la posición de defensa.

## Carrera

### Club
| Periodo   | Club                         |
| --------- | ---------------------------- |
| 1964–1966 | FC SKA Rostov                |
| 1967–1968 | FC Zorya Luhansk             |
| 1969      | FC SKA Rostov                |
| 1970      | FC Mashuk Pyatigorsk         |
| 1971      | FC Avtomobilist Nalchik      |
| 1972      | FC Lokomotiv Moscow          |
| 1972-1973 | FC Lokomotiv Vinnytsia       |
| 1974-1975 | FC Rostselmash Rostov-on-Don |

### Entrenador
| Periodo   | Club                         |
| --------- | ---------------------------- |
| 1978-1979 | FC Oriol                     |
| 1980-1981 | FC Torpedo Togliatti         |
| 1985–1990 | FC Rostselmash Rostov-on-Don |
| 1991      | FC APK Azov                  |
| 1994–1995 | FC SKA Rostov                |
| 1996      | FC Torpedo Arzamas           |
| 1997      | FC Torpedo Arzamas           |
| 1998      | Kuban Krasnodar              |
| 2001      | FC Lokomotiv Nizhny Novgorod |
| 2005      | FC Alternativa Rostov-on-Don |
| 2007      | FC Nika Krasny Sulin         |
| 2010      | FC Dongazdobycha             |
| 2011      | FK Rostov                    |

## Logros

### Jugador
- Liga Soviética de Rusia: 1

1964

### Entrenador
- Copa Soviética de Rusia: 1

1980
- Liga de Fútbol Amateur de Rusia: 1

2007